# مزوتلیومای صفاقی
مزوتلیومای صفاقی نام سرطانی است که به پوشش داخلی شکم حمله می‌کند. صفاق، مخاطی است که از محتویات شکم محافظت می‌کند و همچنین مایعی روان‌کننده برای حرکت و عملکرد صحیح اندام‌ها فراهم می‌کند.
صفاق از دو قسمت صفاق احشایی و جداری تشکیل شده‌است. صفاق احشایی اندام‌های داخلی را می‌پوشاند و بیشتر لایه خارجی روده‌ها را تشکیل می‌دهد. پوشاندن حفره شکم توسط صفاق جداری انجام می‌شود.

## علائم و نشانه‌ها
از جمله علائم مزوتلیومای صفاقی کاهش وزن و درد و اتساع شکم به دلیل تجمع مایعات در شکم است. سایر علائم مزوتلیومای صفاقی می‌تواند انسداد روده، ناهنجاری‌های انعقاد خون، کم‌خونی و تب باشد. اگر سرطان فراتر از مزوتلیوم به سایر قسمت‌های بدن گسترش یافته باشد، علائم آن ممکن است درد، مشکل در بلع یا تورم گردن یا صورت باشد.

## علل
آزبستوز علت شناخته شدهٔ مزوتلیومای صفاقی در انسان است.
یک مطالعه در ۱۹۷۵ بر روی سه دهکدهٔ کوچک در مرکز کاپادوکیا، ترکیه - Tuzkiny, Karain و Sarıhıdır - نشان داد که مزوتلیومای صفاقی باعث ۵۰٪ از کل مرگ و میرها است. در ابتدا، آن را به اریونیت، یک مادهٔ معدنی زئولیت با خواص مشابه آزبست نسبت می‌دادند، اما تحقیقات دقیق همه‌گیرشناختی (اپیدمیولوژیک) نشان داد که این ماده بیماری را بیشتر در خانواده‌هایی ایجاد می‌کند که استعداد ژنتیکی برای سرطان‌زایی فیبرهای معدنی دارند. این مطالعات در حال گسترش به سایر قسمت‌های آن منطقه است.

## تشخیص
مزوتلیومای صفاقی دارای دو شکل بالینی «خشک» و «مرطوب» است که می‌توان با کمک یافته‌های سی‌تی‌اسکن آنها را از هم افتراق داد. هنگامی که چندین تودهٔ کوچک یا یک تودهٔ موضعی غالب وجود داشته باشد و به‌طور کلی آسیت کم یا وجود نداشته باشد، به عنوان نوع «خشک» طبقه‌بندی می‌شود. نوع «مرطوب» دارای گرهک‌های گسترده، فاقد جرم غالب و آسیت است. اگر مایعی یافت شود، فرایند از بین بردن آن از طریق پاراسنتز انجام می‌شود. با این حال، تجزیه و تحلیل این مایع از اهمیت تشخیصی محدودی برخوردار است. به‌طور معمول، تشخیص قطعی ممکن است از طریق بیوپسی بافت انجام شود.

## درمان
با توجه به نادر بودن مزوتلیومای صفاقی، هیچ دستورالعمل مشخصی برای درمان آن وجود ندارد. رویکرد مدرن به مزوتلیومای بدخیم صفاقی شامل جراحی تخریب سلولی،شیمی‌درمانی هایپرترمیک داخل صفاقی (HIPEC)، شیمی‌درمانی داخل صفاقی و شیمی‌درمانی وریدی است. این روش‌ها غالباً به صورت توأمان و به صورت مکمل مورد استفاده قرار می‌گیرند و این رویکرد چند وجهی در مقایسه با شیمی‌درمانی داخل وریدی به‌طور چشمگیری نتایج را بهبود می‌بخشد. به عنوان مثال، زمان متوسط بقا برای بیماران مبتلا به مرحلهٔ چهارم مزوتلیوم، گزارش شده توسط انجمن سرطان آمریکا ۱۲ماه است. با این حال، با تخریب سلولی کافی، شیمی‌درمانی داخل صفاقی و داخل وریدی، برخی از محققان میزان بقای ۱۰ ساله را در حدود ۷۵٪ پیش‌بینی می‌کنند.
نشان داده شده‌است که چندین عامل در پیش‌بینی نتیجه و بقای کلی بیمار قابل توجه است. سن بیشتر از ۶۰ سال در هنگام جراحی، شدت بیماری (تعریف شده به عنوان PCI بایگانی‌شده  در ۲ سپتامبر ۲۰۱۶ توسط Wayback Machine بیشتر از ۱۵)، تخریب سلولی کامل (بدون بیماری قابل مشاهده) و آسیب‌شناسی زیرگروه اپی‌تلیوید همگی شاخص‌هایی برای پیش‌بینی مرگ و میر و پیشرفت بیماری هستند. علی‌رغم این شاخص‌های شناخته شده، بسیاری از بیماران با مزوتلیومای صفاقی پیشرفته هنوز کاندید جراحی هستند و حتی بیمارانی که بالاترین امتیاز ممکن را در شاخص کارسینوماتوز صفاقی دارند (۳۹) با جراحی مناسب می‌توانند به‌طور کامل به PCI صفر دست یابند.

## برای مطالعهٔ بیشتر
- Bridda A, Padoan I, Mencarelli R, Frego M (2007). "Peritoneal Mesothelioma: A Review". MedGenMed. 9 (2): 32. PMC 1994863. PMID 17955087.
- ورود Mesothelioma بدخیم در فرهنگ لغت سرطان NCI در مالکیت عمومی